# Løgfamilien
Løg-familien (Alliaceae) var en familie med 73 slægter og 1605 arter, der er udbredt i Sydamerika og det nordlige Eurasien. Arterne kan genkendes på deres lugt, deres forholdsvis tykke og bløde blade og deres forholdsvis små blomster, som sidder i skærmformede stande. Her omtales kun de slægter, som er repræsenteret ved arter, der er vildtvoksende eller dyrkede i Danmark. Slægterne i familien regnes nu som en underfamilie, Allioideae, i Påskelilje-familien (Amaryllidaceae).
| Slægter |

- Skærmlilje (Agapanthus)
- Løg-slægten (Allium)
- Ancrumia
- Caloscordum
- Erinna
- Garaventia
- Gethyum
- Gilliesia
- Ifeion (Ipheion)
- Latace
- Leucocoryne
- Miersia
- Milula
- Muilla
- Nectaroscordum
- Nothoscordum
- Solaria
- Speea
- Trichlora
- Tristagma
- Tulbaghia

## Links
1. ↑  Chase, Mark W.; Reveal, James L. & Fay, Michael F. (2009). "A subfamilial classification for the expanded asparagalean families Amaryllidaceae, Asparagaceae and Xanthorrhoeaceae". Botanical Journal of the Linnean Society. 161 (2): 132-136. doi:10.1111/j.1095-8339.2009.00999.x.

- Alliaceae på Curlie (som bygger videre på Open Directory Project)